# Gros-Câlin (film)
Pour plus de détails, voir Fiche technique et Distribution.
Gros-Câlin est un film franco-italien de Jean-Pierre Rawson, adapté du roman-homonyme de Romain Gary et sorti en 1979.

## Synopsis
Un statisticien adopte un python adulte capable de l'enlacer pour combler le manque d'affection dans sa vie.

## Fiche technique
- Titre français : Gros-Câlin
- Titre italien : Cocco mio
- Réalisation : Jean-Pierre Rawson, assisté de Patrick Chaput et Alain Nauroy
- Scénario : Agenore Incrocci et Furio Scarpelli, d'après le roman-homonyme de Romain Gary (sous le pseudonyme d'Émile Ajar)
- Décors : René-Yves Bouty
- Photographie : Claude Becognée
- Son : Jean-Claude Reboul
- Montage : Jacqueline Thiédot
- Musique : Jean-Pierre Doering
- Production : Anne-Marie Toursky
- Sociétés de production : Alexia Films, Filmédis, Medusa Distribuzione
- Pays :  France /  Italie
- Genre : Comédie
- Format : Couleur - 35 mm - son mono
- Durée : 95 minutes
- Date de sortie : France : 5 décembre 1979 ; Italie :  1er mars 1980

## Distribution
- Jean Carmet : Émile Cousin
- Marthe Villalonga : Mme Astrid
- Francis Perrin : le chauffeur de taxi
- Jean-Pierre Coffe : le père Joseph
- Nino Manfredi : Parisi
- Véronique Mucret : Irénée Dreyfuss
- Hervé Palud : le garçon de bureau
- Jacqueline Doyen : Mme Niatte
- Jeanne Herviale : la concierge d'Irenée
- Michel Peyrelon : le commissaire
- Clément Harari : professeur Tsourés
- Étienne Draber
- André Penvern : le voisin
- Jean Degrave : l'aveugle
- Katia Tchenko : la prostituée
- Enrico Maria Salerno : le président